# Պ
La Պ, minuscolo պ, è la ventiseiesima lettera dell'alfabeto armeno. Il suo nome è պե, pe (armeno classico e orientale: [pɛ], armeno occidentale: [bɛ]).
Rappresenta foneticamente:
- in armeno orientale la consonante occlusiva bilabiale sorda [p][1]
- in armeno occidentale la consonante occlusiva bilabiale sonora [b].

## Codici
- Unicode:
  - Maiuscola Պ : U+054A
  - Minuscola պ : U+057A